# ککروپس

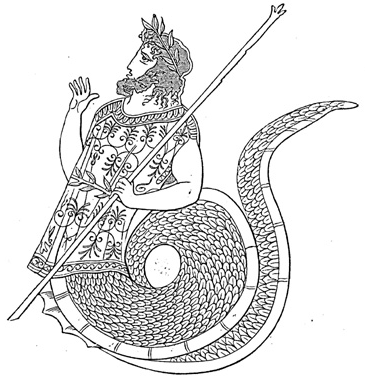
تمثال ککروپس

کِکروپس (به یونانی: Κέκροπας)، یکی از موجودات اساطیری یونان باستان است.
ککروپس یا کرئوز در افسانه ای دیگر تنها دختر ارختئوس است که جان سالم به در میبرد؛آختئوس دخترانش را برای نجات آتن قربانی میکند.
او مار_مردی زمین‌داده، نخستین ساکن اتیک است که از خاک اتیک هستی می‌یابد. سکروپس برای تملک اتیک، دور از اختلاف پوزئیدون و آتنا شهادت می‌دهد که نخستین درخت زیتون را آتنا در اتیک غرس کرد و پوزئیدون توفانی برمی انگیزد و اتیک را غرق می‌کند.
دختران سکروپس پرستاری مارــ مردی دیگر را به نام اریکتونیوس که پسر آتنا است را به عهده دارند.